# クラクフ・ゲットー

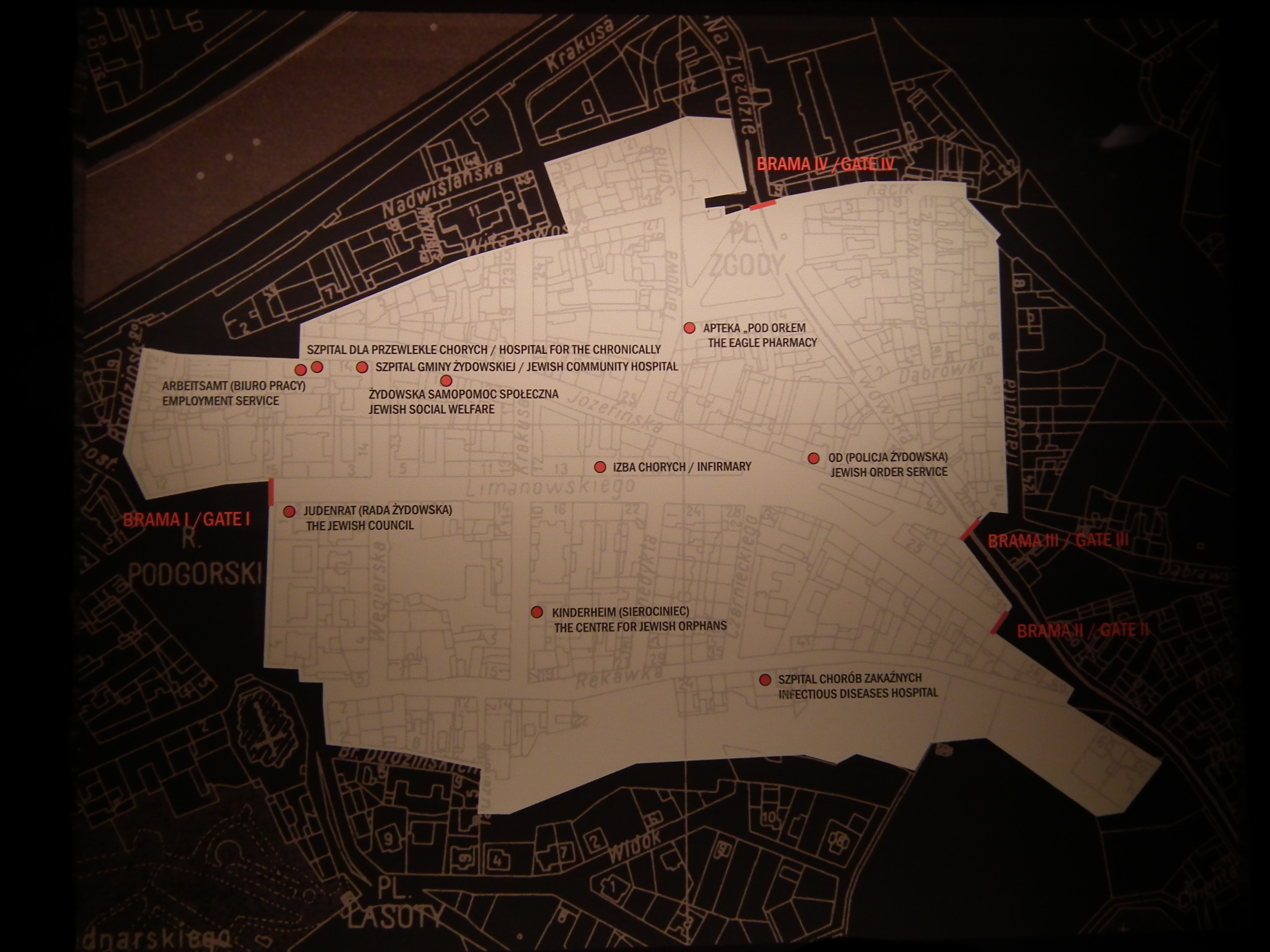
クラクフ・ゲットーの全体図

クラクフ・ゲットー（波：Getto krakowskie、独：Ghetto Krakau）は、ナチス・ドイツが第二次世界大戦中にポーランド総督府領に設置した五大ゲットーの一つ。ポーランド総督ハンス・フランクの居城があったクラクフ（ドイツ名クラカウ）の南部に設置されていたゲットー（ユダヤ人隔離居住区）である。
スティーヴン・スピルバーグ監督の映画「シンドラーのリスト」の舞台となった場所の一つ。

## 歴史

### 前史

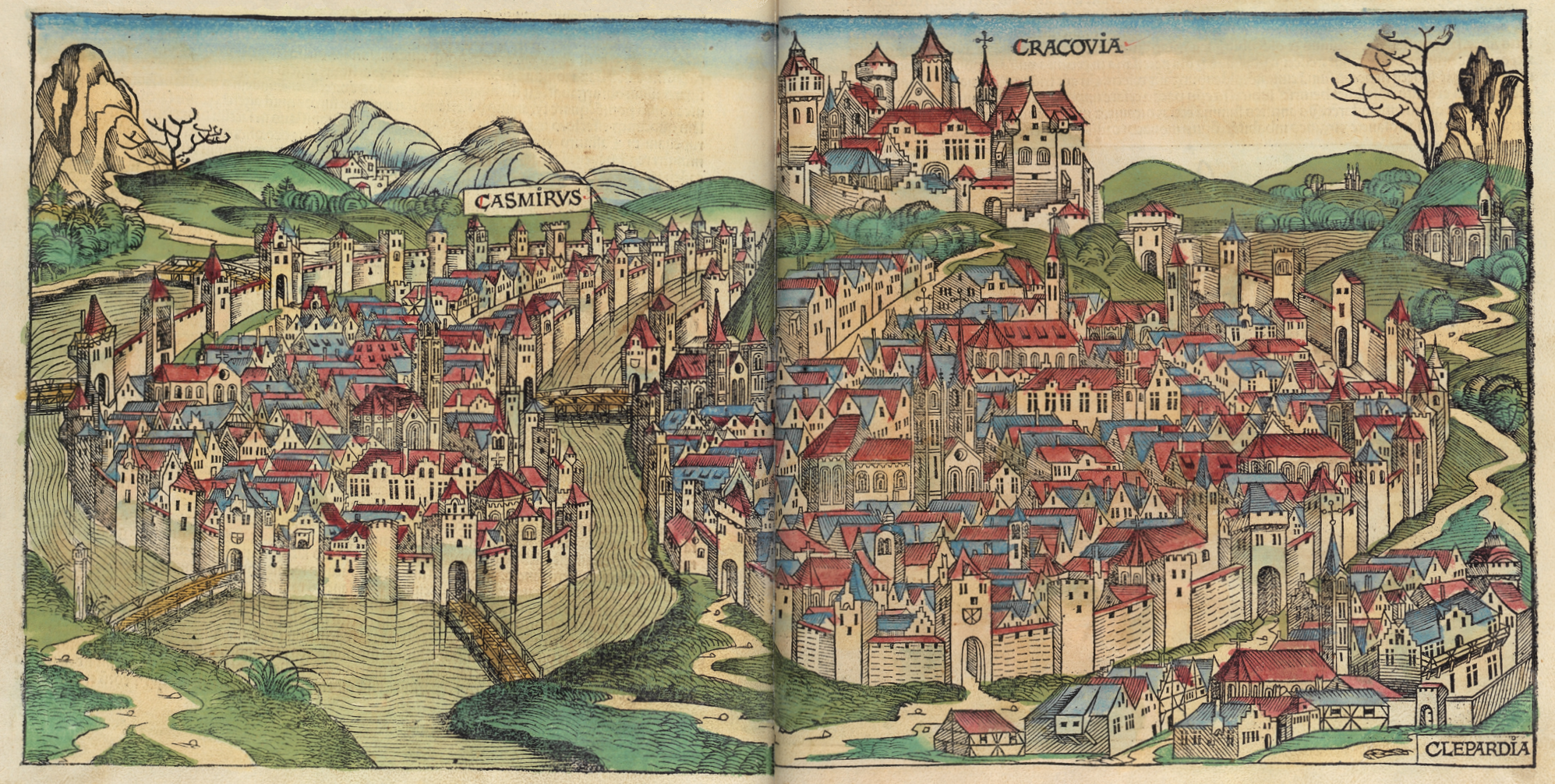
1493年に書かれたクラクフ(右)とカジミェシュ(左)の地図

中世ヨーロッパで十字軍が結成された時やペストが流行した時（ペストはユダヤ人たちがヨーロッパに持ち込んだとされた）、ヨーロッパ中でユダヤ人迫害が吹き荒れた。ユダヤ人たちは迫害をのがれてポーランド王国へ集まってきた。ポーランドでは他国と事情が異なり、13世紀にカリシュの法令が施行されて以来、ユダヤ人の基本的な諸権利が法律で保護されていた。ポーランド王カジミェシュ3世は、ユダヤ人たちにポーランド国内の移動の自由、商業の自由、宗教の自由など多くの権利を認めた。
1335年にカジミェシュ3世はヴィスワ川によって王国の首都クラクフから切り離されていた地域に新しい町を作り、この町をカジミェシュ(Kazimierz)と名付けた。この町には次第にユダヤ人が増えていった。1494年にクラクフで大火があり街の大半が焼け落ちてしまった。この翌年の1495年に、ヤン・オルブラフト王は焼け落ちて廃墟となっていたクラクフ旧市街の地区に住むユダヤ人にカジミェシュ地区のバヴウ区を提供し、そこへ移住させた。この時からカジミェシュ、特にカジミェシュの南東地域は完全に「ユダヤ人の町」と化した。カジミェシュ地区は旧市街の外にあったため外敵の攻撃にさらされる危険性があった。そこで1553年よりそのうちユダヤ人の多い街区に旧市街と同様の城壁の建設が許可された。ボヘミアで迫害されたユダヤ人たちが大挙してこの街区に移住してくるにつれ城壁の内側の土地は手狭となり、その都度城壁が拡張される工事が行われたが、きりがない上、近世もだいぶ進み中世式の城壁はその意味をなさなくなっていったため1608年以降は城壁の拡張は行われなくなった。ユダヤ人たちはこの城壁の外側である、カジミェシュ地区の他の街区や、またクラクフ市の別の地区にも広がって住むようになっていった。18世紀末のポーランド分割後、クラクフとカジミェシュはオーストリア大公国領となった。1800年にオーストリアはカジミェシュをクラクフ市に組み込んだ。その後、クラクフはナポレオン・ボナパルトの創設したワルシャワ公国、ウィーン会議によって創設された中立国クラクフ共和国の領土を経て、1846年に再度オーストリア帝国に組み込まれた。1867年制定のオーストリア＝ハンガリー帝国憲法の制定によりクラクフを含むオーストリア＝ハンガリー帝国在住のユダヤ人は完全なる市民権を獲得した。これによりクラクフのユダヤ人たちもカジミェシュから別の場所へ移り住む事が自由となった。裕福なユダヤ人などがカジミェシュから他の市街地へ移り住んでいき、カジミェシュには貧しいユダヤ人やユダヤ教正統派のユダヤ教徒などが残った。
戦間期の20年間（ポーランド第二共和国時代）にはユダヤ人がクラクフの政治・経済・文化に大きな影響力を持つようになり、クラクフのユダヤ人人口も急増した。ポーランドがドイツ軍に占領される前年の1938年時点でクラクフには6万4000人を超えるユダヤ人が暮らしており、それはクラクフの全人口の4分の1に相当していた。

### クラクフからのユダヤ人追放
1939年9月のドイツ軍のポーランド侵攻後、ポーランド総督に任命されたハンス・フランクは、クラクフのヴァヴェル城（pl:Zamek Królewski na Wawelu）に入り、そこからポーランド総督府領の統治にあたった。大の反ユダヤ主義者であるフランクは自分のお膝元であるクラクフから出来る限りユダヤ人を追い出したがっていた。1940年4月12日にフランクはこう宣言した。
ユダヤ人はこの町から放逐しなければならない。なぜならば、ヒトラー総統より名誉あるご指名を受け、帝国高位の官庁の所在地となったこの町に何千人ものユダヤ人がうろつき回り、住居さえ構える事など我慢できぬことだからだ。—ミーテク・ペンパー著『救出への道 シンドラーのリスト・真実の歴史』（大月書店）29ページ。
技能などがあり労働力になるユダヤ人はクラクフのユダヤ人居住区に留まる事を認めたが、それ以外はクラクフから追放されることとなった。
1940年5月から8月にかけては「自主的」なクラクフからのユダヤ人退去が行われた。マレク・ビーバーステイン（Marek Biberstein）を議長とするユダヤ人評議会にも協力させ、2万3000人のユダヤ人を「自主的」にポーランド総督府領内の他の都市へと移住させた。さらに1940年9月と12月には強制追放が行われ、2万人近いユダヤ人がクラクフから追放されている。
なおユダヤ人評議会議長マレク・ビーバーステインは移送をなるべく抑えようとドイツ当局の移送担当の役人に贈賄をしていた。この件で共犯の他の評議会メンバーや収賄したドイツ人役人達とともに逮捕された。代わって評議会議長にはアルトゥール・ローゼンツヴァイク(Artur Rosenzweig)が任じられた。

### クラクフ・ゲットー成立

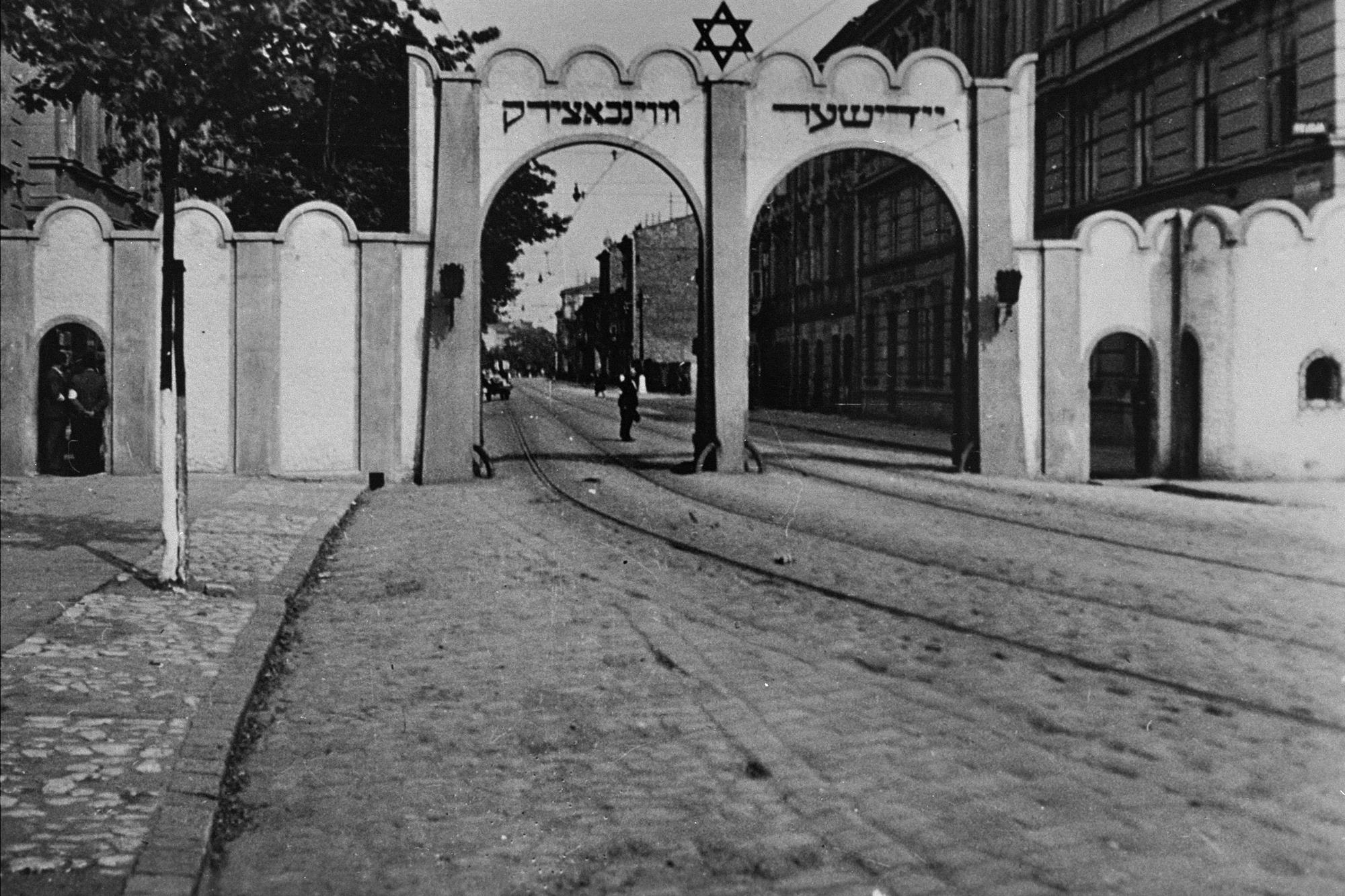
クラクフ・ゲットーの入り口

クラクフに残る許可を得たユダヤ人は、伝統的なユダヤ人居住区のカジミェシュ地区のヴィスワ川対岸にあったポドゥグージェ地区(pl:Podgórze)に押し込まれて隔離された。ポドゥグージェ地区に住んでいた非ユダヤ人は全て他の地区へ移住させられた。このユダヤ人隔離地区は、1941年3月に正式にクラクフ・ゲットーの名を冠された。同ゲットーの中には1941年3月の時点で15,000人ほどのユダヤ人がいた。ポドゥグージェ地区はゲットーになる前まで3,000人が暮らしていた地域でここに15,000人のユダヤ人が押し込まれたわけである。

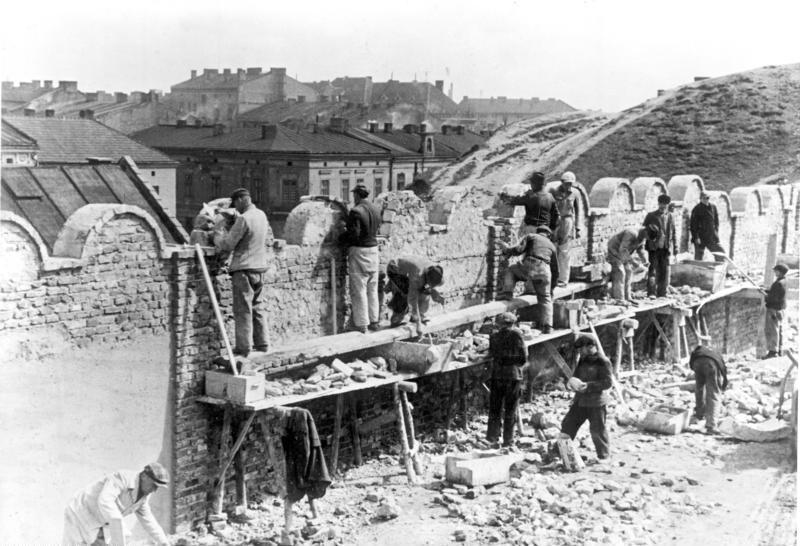
1941年5月、クラクフ・ゲットーを囲む壁の建設作業

1941年3月20日にゲットーは封鎖され、以降自由な出入りはできなくなった。クラクフ・ゲットーはワルシャワ・ゲットーと並んで閉鎖的なゲットーで周囲は壁で囲まれて外界から完全に隔離されていた。
ゲットーで暮らすためには条件があり、雪かき作業に従事し、身分証にその旨の証明の記載がされていなければならず、加えてドイツ系の企業か軍需関連の工場の労働者である必要があった。それ以外の者はクラクフから追い出された。ただし高齢の病人と移動不可能なユダヤ人は例外的にゲットーに留まってよいとされていた。

### 移送
1942年6月1日と6月8日、ヴィリー・ハーゼ親衛隊中佐（クラクフ親衛隊及び警察指導者ユリアン・シェルナー親衛隊上級大佐の参謀長）の指揮の下にクラクフ・ゲットーのユダヤ人の移送が行われた。この二度の移送でおよそ5,000人のユダヤ人がベウジェツ絶滅収容所へと移送された。6月1日の最初の移送の際、ユダヤ人評議会議長アルトゥール・ローゼンツヴァイクは移送のサボタージュを図ろうとしたが、これが親衛隊に露見。ローゼンツヴァイクとその家族は6月8日の移送でベウジェツへと送られた。後任としてダーフィト・グッター(Dawid Gutter)がユダヤ人評議会議長代行となった。
1942年10月28日に第三回の移送が行われた。600人のユダヤ人が殺害されるとともに、4,500人のユダヤ人がベウジェツやアウシュヴィッツ＝ビルケナウ強制収容所へと移送された。
1942年12月にはクラクフ・ゲットーはAとBに分離された。ゲットーAには有用な労働者、ゲットーBには病人・老人・子供がそれぞれ入れられた。これは近いうちに実施されるゲットー解体（ゲットー全住民移送）の日に備えて移送しやすくするためになされた分類分けであった。

### ゲットー解体

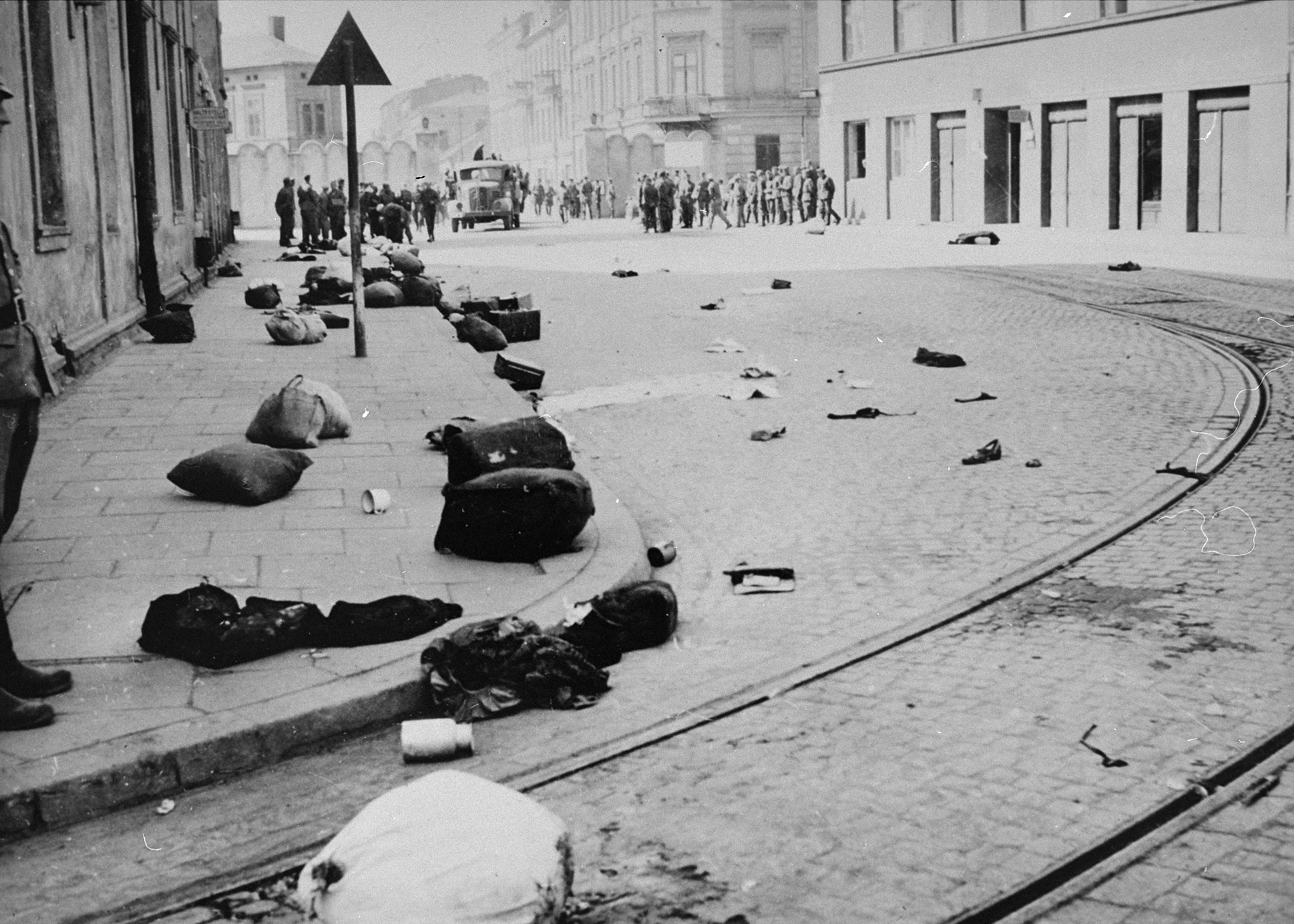
1943年3月のクラクフ・ゲットー解体直後の写真。ユダヤ人から強奪した荷物が転がる

1943年3月13日と14日、クラクフ・ゲットーの少し南にある「クラクフ地区親衛隊及び警察指導者のプワシュフ強制労働収容所」の所長アーモン・ゲート親衛隊少尉の指揮の下、第四回の移送作戦（事実上これをもってゲットーは解体された）が実施された。
3月13日にはまず健康な労働者が収容されていたゲットーAが解体された。ゲットーAの住民は全員がゲートのプワシュフ労働収容所へと移送されていった。続いて翌3月14日にはゲットーBが解体された。1,000人が労働不能とみなされてその場で殺害される一方、4,000人がプワシュフ収容所へ送られ、2,000人がアウシュヴィッツ＝ビルケナウ強制収容所へと移送された。
3月14日の移送の際には大勢が殺害されたのでゲットー内に大量の死体が転がった。これらの死体はプワシュフ収容所へと運び込まれ、大きな穴の中にまとめて埋められた。
この後、クラクフ・ゲットーにはユダヤ人評議会やその指揮下のユダヤ人ゲットー警察などに属する少数のユダヤ人とその家族だけが留まった。残務処理にあたっていたが、1943年12月にはそれも終わり、ゲットーは正式に解体されて消滅した。壁も一部を残して撤去された。残っていたユダヤ人達はプワシュフ収容所へ移送された。ユダヤ人評議会議長ダーフィット・グッターは1943年12月にプワシュフ収容所へ到着すると同時に射殺されている。ゲットー警察とその家族たちも所長ゲートの個人的命令により全員殺された。